# Sarnath
Sarnath is een historische stad 10 kilometer ten noordoosten van Benares (Varanasi) in de Indiase deelstaat Uttar Pradesh. Sarnath, een voorstad van Benares, (nieuwe naam Varanasi) herbergt het vroegere hertenpark waar Gautama Boeddha voor het eerst de dharma aan anderen onderwees en waar de Sangha (in enge zin de boeddhistische gemeenschap van monniken) ontstond. Het Hertenpark (Migadaya) of het park van de heilige of wijzen mannen (Isipatana) ligt aan de rand van Sarnath.
Sarnath ligt ten noordoosten van de binnenstad van Benares en is een van de vier belangrijkste pelgrimsplaatsen in het boeddhisme. De andere drie zijn Bodhgaya, Lumbini en Kushinagar.

## Betekenis van de naam
Migadaya betekent hertenpark. Isipatana (of Rishipattana) betekent de plaats waar heiligen (isi, Pali of rishi, Sanskriet) ter aarde komen. Volgens anderen is dit de plaats waar ze bijeen zaten voor cultivering of debat of beide. De oorsprong van de naam Isipatana is een (legende) die vertelt dat wanneer rishis hun psychische krachten gebruikten om door de lucht naar de Himalayas te reizen, zij hier opstegen en bij terugkomst hier ook weer zouden landen.
De naam Sarnath komt van Saranganath, wat heerser van de herten betekent. Het verwijst naar een oud boeddhistisch verhaal, waarin de bodhisatta een hert is en zijn leven opoffert aan de koning als deze belooft de hinde, die hij gevangen had en van plan was te slachten, te laten gaan. De koning was zo onder de indruk van de hertenkoning dat hij het hertenpark liet aanleggen.

## Geschiedenis
In de Pali Canon is er sprake van Isipatana en Migadaye zoals boven aangegeven. Er is geen sprake van Sarnath, wel van Varanasi dat door de Britse kolonisten werd verhaspeld tot Benares of Banares. Zo'n 70 jaar na de onafhankelijkheid heeft India er voor gekozen ook deze naam weer op de oorspronkelijke manier weer te geven, zoals al te vinden in de aanhef tot de Pali-tekst Het in Beweging zetten van de Leer (Dhammachakkappavattana Sutta):  bārānasiyam ... isipatane (het park der wijzen [isipatane] te Varanasi).
Varanasi (Benares) wordt in die canon vaak Kasi genoemd en dan gaat het over de stad waar de fijnste katoen (kasi) werd gewoven. Isipatana was in de tijd van de Boeddha een plaats waar herten vrij rond konden dwalen. Te midden van dit hertenpark kwamen en gingen de rishis (isis) van die tijd voor stille contemplatie, cultivering, of debat. Vandaar de naam Isipatana of Rishipatana.
Isipatana is de plaats waar Boeddha na zijn verlichting in wat nu Bodhgaya wordt genoemd naar toe ging tijdens een lange voettocht. Het was de plaats waar hij zijn eerste lering gaf. Dit moment wordt het in beweging zetten van het Wiel van de Leer genoemd. Hij sprak deze leerrede ten overstaan van zijn eerste vijf discipelen die arahant werden (of arhat, het stadium juist beneden boeddhaschap en het hoogst haalbare volgens de Pali-traditie). De Sangha groeide er in korte tijd tot het aantal van 60 arahants, waarna de Boeddha zijn discipelen opdracht gaf naar alle windrichtingen te trekken, geen twee tezamen (dus ieder alleen) om anderen zijn leer te verkondigen voor het geluk en de voorspoed van de gehele wereld zoals de standaardformule in de Pali-canon luidt.

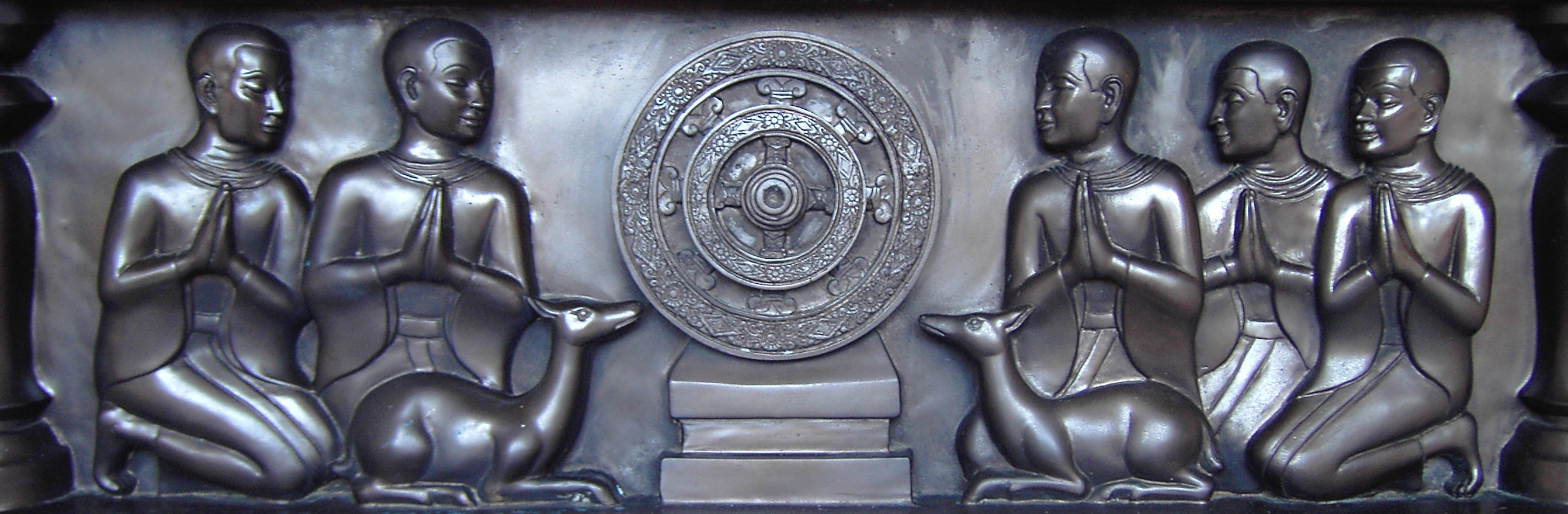
De eerste vijf discipelen respecteren het wiel van de Dhamma in het hertenpark van Sarnath

In latere eeuwen werd Sarnath, meer precies Risihipatana/Isipatana c.q Mighadaya) een belangrijk boeddhistische centrum, ondersteund door de bevolking van het nabijgelegen Benares. Het was ook een centrum voor boeddhistische kunst, vooral in de 4e tot de 6e eeuw n.Chr. (de Guptaperiode). Toen de Chinese bhikkhu Hsuan Tsang in de 7e eeuw Sarnath bezocht, waren er 30 kloosters en zo'n 3000 monniken. Sarnath was in latere eeuwen ook het voornaamste centrum van de Sammitiya school van het boeddhisme. Aan het einde van de 12e eeuw werd Sarnath overvallen en geplunderd door troepen vanuit Afghanistan en Oost-Turkestan waar tegen die tijd het sjiisme van het huidige Iran al had postgevat. Tot de 20e eeuw verdween de boeddhistische aanwezigheid in groot-Benares (Varanasi).
Sindsdien werd het Hertenpark de op een na meest bezochte boeddhistische pelgrimageplaats in India. Bodhgaya als plaats waar Boeddha verlichting bereikte, staat op de eerste plaats. Rond het Hertenpark zijn tempels en gasthuizen gebouwd, behorend tot een aantal boeddhistische tradities uit vele traditioneel boeddhistische landen, waaronder Thailand, Japan, Sri Lanka, Myanmar, Tibet en China.

## Bouwwerken
Alle oude bouwwerken die in en rond het Hertenpark stonden werden beschadigd en/of in brand gestoken tijdens bovengenoemde invasies. De in het park staande Dhamekh Stupa is 39 meter hoog en 28 meter in doorsnede. Koning Asoka bouwde de Dhamma-rajika Stupa bovenop een eerder aanwezig bouwwerk. Van deze stoepa is nog slechts  de fundering aanwezig. De ruïnes van de Mula-gandha-kuti vihara (de hut [kuti] met de meest verfijnde [mula] geur [gandha]) markeren de plaats waar de Boeddha zijn eerste regentijdretraite doorbracht in een tijdelijk voor hem gebouwde hut. Meer naar het oosten werd een nieuwe Mula-gandha-kuti vihara gebouwd is. Er zijn verschillende muurschilderingen. Achter dit complex ligt een ander hertenpark.
De lokale  Ashoka-pilaar, een te midden van een heel aantal, is gebroken, maar de basis staat nog op de plaats die koning Ashoka er voor had aangewezen. Het hoofd van de pilaar, in de vorm van een vierkoppige leeuw is onbeschadigd gebleven en staat in het nabije Sarnath Archeaological Museum waar nog veel meer antieke Indiase kunstwerken in opgenomen zijn. Deze top van de pilaar is nu het nationale symbool van India. De Indiase vlag heeft in het centrum een 24-spakig wiel dat gebaseerd is op het wiel van de Dharma (Dhamma) dat symbool staat voor het door de historische Boeddha in beweging zetten van het Wiel van de Leer. Hier en daar wordt dit het Ashoka-symbool genoemd, omdat het deze vorst is geweest die dit symbool is gaan hanteren.

Embleem van India